# Becker (herb szlachecki)

Herb Becker I

Herb Becker II

Becker (Beker, Bekier, Becker-Gockowski, Becker-Gotkowski, Leliwa odmienny) – polski herb szlachecki, odmiana herbu Leliwa.

## Opis herbu
Herb znany jest w przynajmniej dwóch wariantach. Opisy zgodnie z klasycznymi regułami blazonowania:
Becker I (Leliwa odmienny): W polu barwy niewiadomej półksiężyc na opak nad gwiazdą.
Becker II: W polu błękitnym gwiazda srebrna. Klejnot: nad hełmem w koronie ramię zbrojne z mieczem w lewo, między dwoma skrzydłami orlimi czarnymi.

## Najwcześniejsze wzmianki
Herb Becker I znany jest z pieczęci przyłożonej na dokumencie z 1570 roku, użytej przez Malchera Beckera, opłacającego pobór ze wsi Racławki.
Herb Becker II zilustrowany został w herbarzu Ledebura (Wappenbuch der Preussischen Monarchie, 1828), Kneschkego (Neues allgemeines deutsches Adels-Lexicon, 1861), Nowym Siebmacherze (Der Adel des Königreichs Preußen, 1906) oraz u Żernickiego (Der Polnische Adel, 1900).

## Herbowni
Becker (Bicker, Beker, Becker-Gockowski, Gockowski-Beckier, Beker-Gotzkowski, Becker-Gotkowski).
Większość herbarzy daje Beckerom-Gockowskim herb Prawdzic, z którym wylegitymowali się w XIX wieku.

## Rodzina Becker-Gockowski
W roku 1526 przywilej potwierdzający prawo do połowy Gockowa otrzymał Tomasz Becker. Następni Beckerowie wzmiankowani są w 1570 roku. Począwszy od początku XVII wieku, Beckerowie pisali się Becker-Gockowskimi. Przedstawiciele rodziny nie piastowali żadnych urzędów.